# Cumbayá Fútbol Club
O Cumbayá Fútbol Club, é uma equipe de futebol professional de Quito, Equador. Foi fundada em 31 de maio de 1970. Para a temporada de 2025, jogará na Serie B da Liga Pro de futebol equatoriano.
Está afiliado à Asociación de Fútbol No Amateur de Pichincha.